# Lasconotus carinatus
Lasconotus carinatus là một loài bọ cánh cứng trong họ Zopheridae. Loài này được Sahlberg miêu tả khoa học năm 1871.